# Parafia św. Rocha w Radzanowie
Parafia pw. Świętego Rocha w Radzanowie – parafia rzymskokatolicka należąca do dekanatu strzegowskiego, diecezji płockiej, metropolii warszawskiej. Parafia została erygowana w XIV wieku. Duszpasterstwo w niej prowadzą księża diecezjalni. 

## Zasięg parafii
Źródło:
W granicach parafii znajdują się miejscowości:

- Bielawy Gołuskie,
- Bielawy,
- Bieżany,
- Cegielnia Ratowska,
- Dzieczewo,
- Zgliczyn-Glinki,
- Gołuszyn,
- Józefowo,
- Luszewo,
- Radzanów,
- Ratowo,
- Siciarz,
- Sławęcin,
- Stawiszyn-Łaziska,
- Trzciniec,
- Wieluń,
- Wilewo, Wróblewo,
- Zgliczyn Pobodzy,
- Zgliczyn Witowy,
- Zieluminek.